# Xylophanes tyndarus
Xylophanes tyndarus är en fjärilsart som beskrevs av Jean Baptiste Boisduval 1875. Xylophanes tyndarus ingår i släktet Xylophanes och familjen svärmare. Inga underarter finns listade i Catalogue of Life.

## Bildgalleri

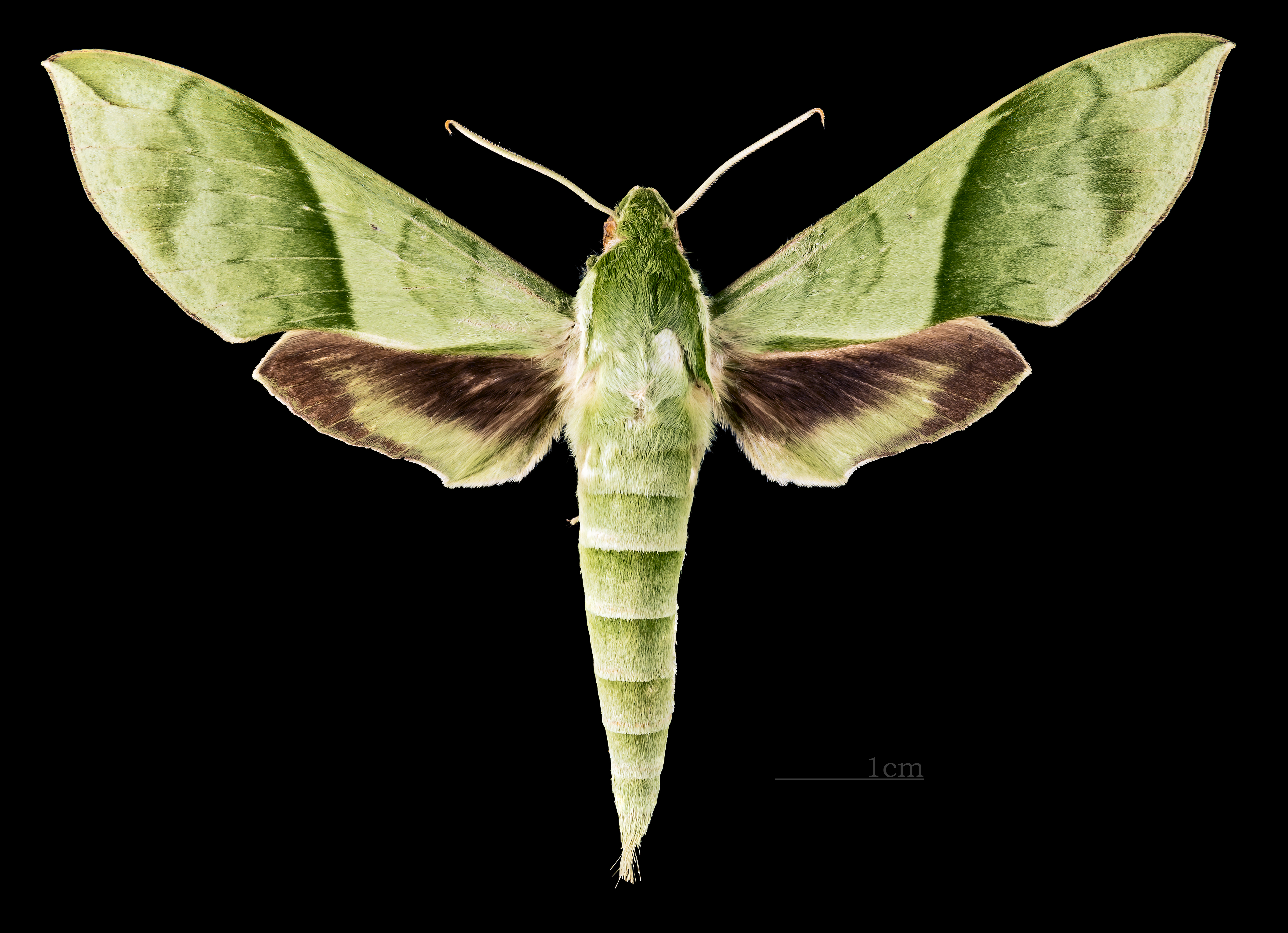
♂
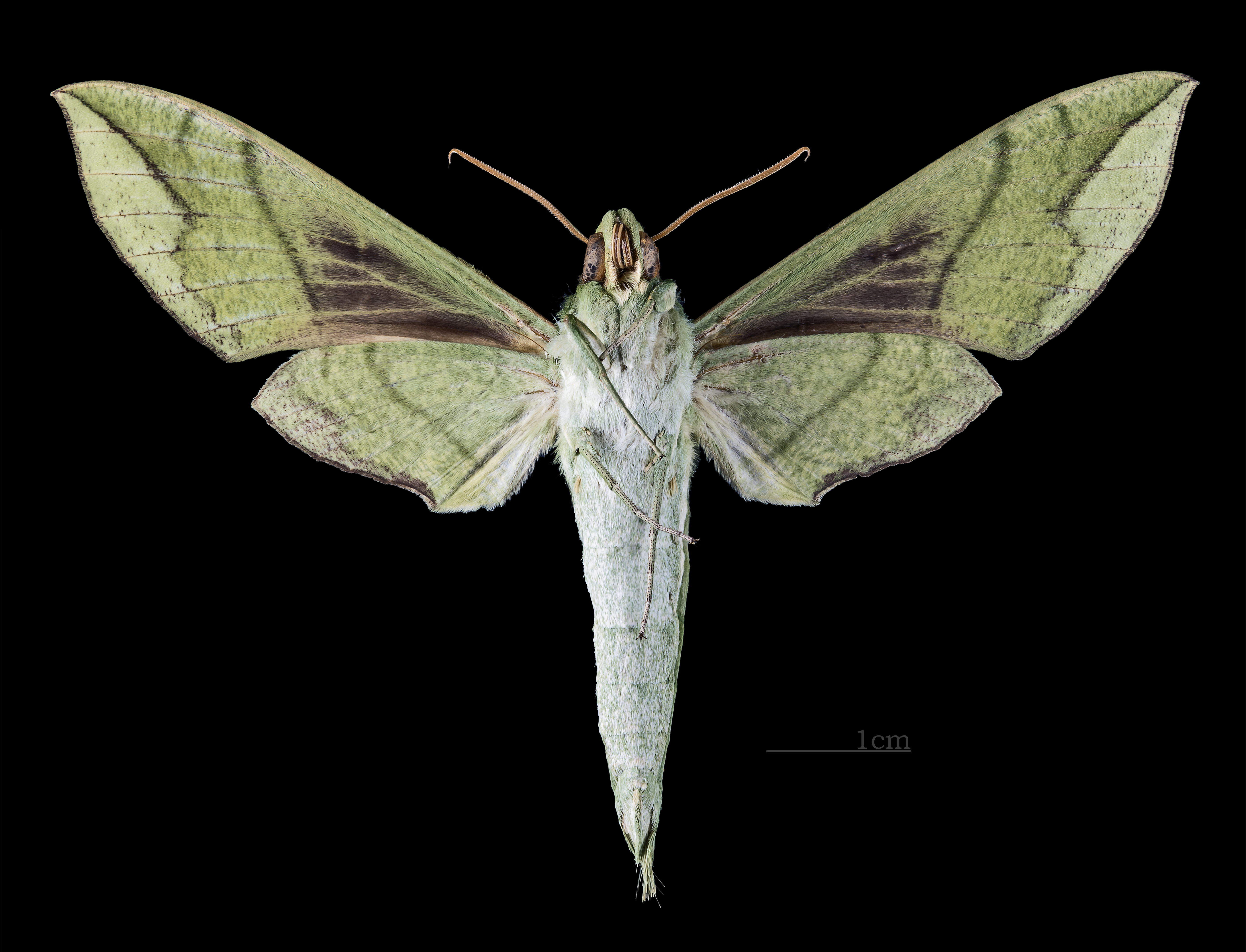
♂ △
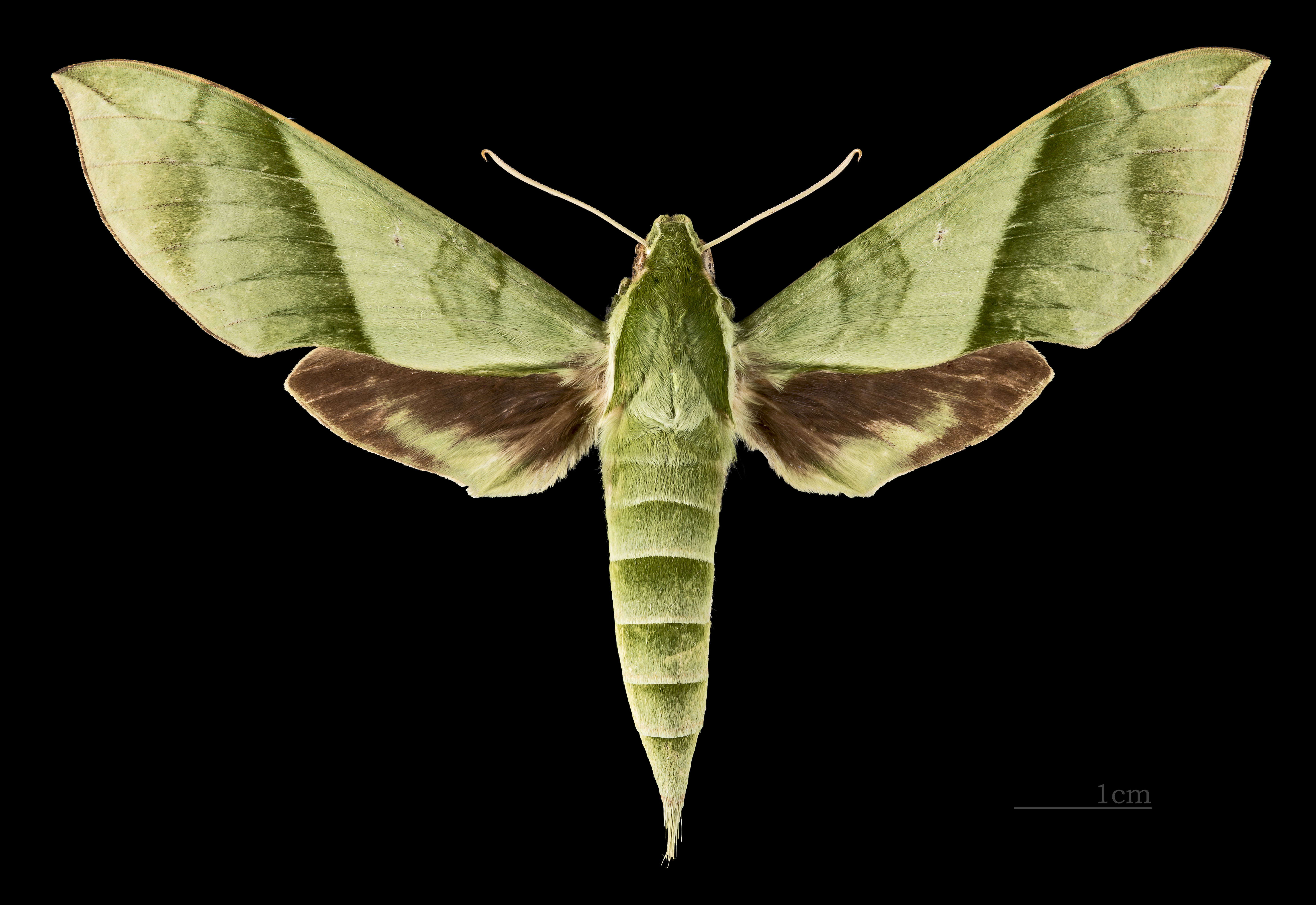
♀
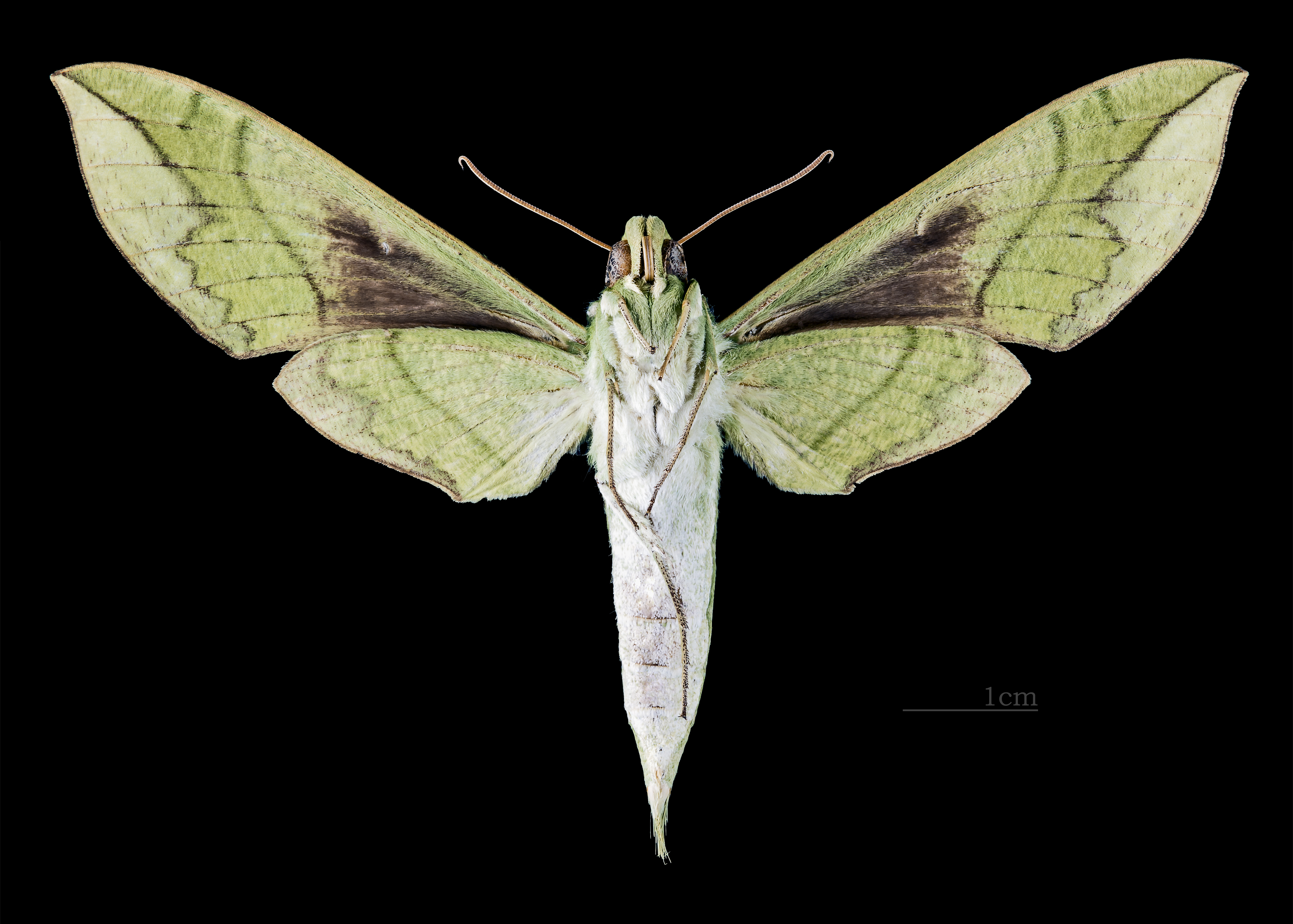
♀ △